# Тасев, Атанас
Атана́с Ивано́в Та́сев (болг. Атанас Иванов Тасев; 2 октября 1931, София, Болгария — 13 сентября 2009, там же) — болгарский кинооператор.

## Биография
В 1951 году окончил Государственное училище кино, а в 1979 году операторское отделение ВИТИС. Один из крупных мастеров болгарского кино. Работал с такими мастерами как Борислав Шаралиев, Любомир Шарланджиев, Людмил Кирков, Христо Христов, Тодор Динов, Рангел Вылчанов, Димитр Петров, Иван Ничев и другими. Член БКП с 1971 года.

## Избранная фильмография

### Оператор
- 1965 — Рыцарь без доспехов / Рицар без броня
- 1967 — Запах миндаля / С дъх на бадеми
- 1967 — Шведские короли / Шведските крале
- 1968 — Один съёмочный день / Един снимачен ден (ТВ)
- 1969 — Иконостас / Иконостасът
- 1970 — Прощайте, друзья! / Сбогом, приятели!
- 1970 — Чёрные ангелы / Черните ангели
- 1970 — Не оглядывайся назад / Не се обръщай назад
- 1970 — Сердце человеческое / Сърце човешко
- 1972 — Наковальня или молот / Наковалня или чук (СССР—ГДР)
- 1973 — Бегство в Ропотамо / Бягство в Ропотамо
- 1973 — Барабан / Тъпанът (анимация)
- 1974 — Дерево без корней / Дърво без корен
- 1976 — Апостолы / Апостолите
- 1976 — Записки о болгарских восстаниях / Записки по българските въстания (с Стояном Злычкиным[болг.], сериал)
- 1979 — Барьер / Бариерата
- 1980 — Грузовик / Камионът
- 1980 — Похищение в жёлтом / Похищение в жълто
- 1981 — Тридцатитрёхлетняя женщина / Една жена на тридесет и три
- 1982 — Собака в ящике / Куче в чекмедже
- 1983 —  / Завраштане
- 1983 — В ветвях черешни / Горе на черешата
- 1984 — Собеседник по желанию / Събеседник по желание
- 1985 — Характеристика / Характеристика
- 1988 — Большая игра / Голямата игра (с Валерием Федосовым и Христо Тотевым[болг.], мини-сериал)
- 1988 — Тест 88 / Тест «88»
- 1993 —  / Пантуди

## Награды
- 1971 — Заслуженный артист НРБ